# Rohit Kumar
Rohit Kumar (ur. 15 lipca 1994) – indyjski lekkoatleta specjalizujący się w rzucie oszczepem.
W 2008 został wicemistrzem igrzysk Wspólnoty Narodów młodzieży, a w  2009 zwyciężył w pierwszej edycji azjatyckich igrzysk młodzieży. Za stosowanie niedozwolonego dopingu został zdyskwalifikowany na okres od 15 maja 2012 do 14 maja 2014 roku. 
Medalista mistrzostw Indii.
Rekord życiowy: 76,61 (17 sierpnia 2014, Patiala).

## Osiągnięcia
| Rok  | Impreza                              | Miejsce  | Pozycja    | Wynik |
| ---- | ------------------------------------ | -------- | ---------- | ----- |
| 2008 | Igrzyska Wspólnoty Narodów młodzieży | Pune     | 2. miejsce | 67,60 |
| 2009 | Azjatyckie igrzyska młodzieży        | Singapur | 1. miejsce | 74,70 |